# Скелдон
Скелдон (англ. Skeldon) — город в регионе Ист-Бербис-Корентайн государства Гайана.
Расположен в восточной части Гайаны в 150 км к юго — востоку от столицы Джорджтауна на берегу реки Корантейн, на границе с Суринамом.
По состоянию на 2012 год здесь прожило 5 859 жителей. Окрестности Скелдона малонаселены (6 жителей на квадратный километр).
Муссонный климат. Преобладают водно-болотные угодья.
Развита пищевая промышленность, в первую очередь, производство сахара. Здесь расположена штаб-квартира Гайанской сахарной корпорации. Имеется взлётно-посадочная полоса для небольших самолетов.

## Известные уроженцы
- Берил Гилрой (1924—2001) — гайанская писательница, поэтесса.